# 山根有三
山根 有三（やまね ゆうぞう、1919年2月27日 - 2001年5月22日）は、日本の美術史学者。東京大学名誉教授、群馬県立女子大学名誉教授。近世初期の長谷川等伯、俵屋宗達、尾形光琳など琳派の研究が専門。紫綬褒章受章、叙正四位、叙勲二等授瑞宝章。

## 経歴
大阪府出身。父は花道家の山根廣治（号翠道）。1940年第三高等学校卒業、1942年東京帝国大学文学部美学美術史学科卒業、同大学大学院進学。1944年恩賜京都博物館館員、1951年神戸大学文理学部助教授を経て、1969年1955年東京大学文学部助教授、1969年同大学教授。1979年定年退官、名誉教授。1980年群馬県立女子大学教授。
画家の伝記的研究に努め、1990年から1999年まで美術誌「國華」の主幹を務めた（後に名誉主幹）。1986年4月29日紫綬褒章受章。1994年11月3日叙勲三等授旭日中綬章。1999年朝日賞。2000年文化功労者。2001年5月22日死去。叙正四位、叙勲二等授瑞宝章。『山根有三著作集』7巻がある。
浮世絵の祖は岩佐又兵衛だとする説を否定した藤懸静也の弟子であり、自身ではその説に異を唱えられないとして、弟子の辻惟雄に又兵衛研究を勧めた（辻『岩佐又兵衛』）。筒井康隆の『ダンシング・ヴァニティ』に、又兵衛研究を非難する東大教授として登場する二階堂のモデル。

## 著書
- 『智積院』中央公論美術出版 1964
- 『山根有三著作集』全7巻 中央公論美術出版 1994-1998
- 『琳派名品百選』日本経済新聞社 1996
- 『私の履歴書』小学館スクウェア 2001

## 編纂
- 『琳派絵画全集』日本経済新聞社 1977

## 記念論集
- 『日本絵画史の研究 山根有三先生古稀記念会』吉川弘文館 1989

## 論文
- 山根有三